# Shimon ben Gamaliel II
Shimon ben Gamliel II (en hebreu: רבן שמעון בן גמליאל השני) va ser un rabí que va viure a principis del segle ii al voltant de l'any 100 després de Crist. Shimon ben Gamaliel II era un integrant de la tercera generació dels savis Tanaim, i va ser el President i el Príncep (Nasí) del Sanedrí.

## Biografia
Quan era jove, Shimon ben Gamaliel II va estar a Betar, durant la Revolta de Bar Kokhebà, però quan els romans van prendre aquesta fortalesa, Shimon va aconseguir escapar de la massacre. En la restauració de l'acadèmia rabínica de Usha, Shimon va ser triat com a president, i aquesta dignitat li va ser atorgada a ell, no només perquè era un descendent de la casa de Hillel, sinó en reconeixement del seu valor i la influència personal. Hi havia molts nens a la seva família, la meitat dels quals estaven instruïts en la Torà, i l'altra meitat en la filosofia grega.
El mateix Shimon sembla haver estat instruït en la filosofia grega,això probablement pot explicar la seva declaració posterior que les Sagrades escriptures poden estar escrites en tant en grec, com en hebreu, o en arameu.
Sembla que Shimon també va estudiar ciències naturals, ja que algunes de les seves dites revelen un coneixement científic de la natura, de les plantes, i dels animals, mentre que els altres es refereixen a l'anatomia del cos humà, i als mitjans per evitar i guarir les malalties.
No se sap qui van ser els seus mestres en la Halacà. Shimon va esmentar dites del Rabí Judà bar Ilai, del Rabí Meir Baal HaNess, i del Rabí Joseph bar Halafta. Aquest darrer va ser honrat com a mestre per Shimon, li va formular diverses preguntes, i va posar en pràctica moltes de les seves decisions. Durant el patriarcat de Shimon, els jueus van ser assetjats per persecucions i per opressions diàries.
Els afers interns jueus van ser fermament organitzats pel Rabí Shimon ben Gamaliel II. Així mateix el patriarcat va obtenir sota el seu mandat un grau d'honor prèviament desconegut. Mentre que anteriorment només dues persones, el Nasí i el Av Bet Din, presidien el Sanedrí, Shimon va establir el càrrec addicional de Hakham, amb una autoritat igual als altres, i va nomenar al Rabí Meir Baal HaNess, per exercir el nou càrrec. No obstant això, per incrementar la dignitat del mandat patriarcal, i fer possible la unió dels càrrecs de president del tribunal rabínic i de Hakham, Shimon va emetre una ordre en el sentit que els honors abans atorgats per igual al Nasí i al president del tribunal (Av Bet Din), en endavant es reservarien per honrar al Patriarca i al Príncep (Nasí), mentre que als honors menors serien atorgats al president del tribunal rabínic (Bet Din) i al Hakham.
Amb aquesta decisió, Shimon es va guanyar l'enemistat del Rabí Meir, el Hakham i el Rabí Nathan, el Av Bet Din. Shimon havia fet aquest arranjament, no pas per motius personals, sinó per augmentar l'autoritat de la institució que presidien els Nasís, i per promoure el degut respecte per l'aprenentatge. La seva humilitat personal s'evidencia per les seves dites al seu fill Yehudah Hanasí, així com per les dites d'aquest darrer. El seu indret d'enterrament tradicional es troba a Kfar Mana, a la Baixa Galilea.

## Ensenyaments legals
En els afers legals, Shimon es va inclinar cap a una interpretació indulgent de les lleis, i va evitar augmentar les dificultats per complir amb la seva observança. En molts casos en què un acte, en si mateix no estava prohibit per la llei bíblica, més tard era prohibit simplement per temor al fet que pogués conduir a noves transgressions, Shimon el va declarar permissible, ja que el rabí opinava que la por no havia de ser admesa com un factor determinant en prendre una decisió.
De les seves opinions legals, s'han conservat al voltant de 30 relacionades amb les regulacions del Shabat i 15 referides al setè any, en gairebé totes les quals és evident la liberalitat dels seus punts de vista. Sempre va tenir en compte el sentit comú, i amb freqüència sostenia que la decisió final ha de seguir la tradició comuna. Els hàbits de l'individu també han de ser considerats.
En les seves disposicions legals sobre el matrimoni, Shimon va disposar certes regulacions per protegir els drets i la dignitat de l'esposa, davant de les legítimes reclamacions del seu marit. Shimon es va esforçar per protegir els esclaus, i per assegurar-los certs drets. Shimon va sostenir que la voluntat de la comunitat era més important que els interessos i els drets del propi individu, i que aquest darrer havia de sacrificar-se pel bé de la seva comunitat. Es va esforçar especialment per mantenir l'autoritat dels magistrats, segons la seva opinió, les decisions d'un tribunal de justícia han de ser respectades, encara que es cometin de vegades petits errors, en cas contrari la dignitat i la credibilitat del tribunal serien qüestionades.
Les decisions de Shimon es basen principalment en el bon sentit comú i en una relació íntima amb els temes tractats i, amb tres excepcions, les seves opinions, segons estableix la Mixnà, han estat acceptades com a vàlides. Sovint cita les condicions del passat, que probablement va aprendre de les tradicions de la seva casa, i que són molt importants per al coneixement dels costums i hàbits més antics. Parla de les antigues celebracions festives que tenien lloc a Jerusalem, el Tu be-Av, i el Yom Kipur, dels costums seguits allà, en els menjars quan els convidats estaven presents, del treball a les piscines de Siloah, de la natura del contracte matrimonial (ketubà), i de la carta de divorci (guet).
Shimon va elogiar als samaritans per observar els manaments (mitzvot) del Pentateuc que aquests van rebre, més estrictament que els propis israelians. La Bíblia Hebrea (Tanach) en molts llocs ha de ser entesa d'una manera no literal.

## Frases cèlebres
"Gran és la pau, el sacerdot Aaron era famós perquè cercava la pau".
"La justícia s'ha d'impartir tant als no jueus, com als jueus.
"Els jueus han de tenir l'opció de poder ser jutjats per un tribunal jueu".